# 山案座γ
山案座γ，又名CP-76 333，HD 37763、SAO 256201、HR 1953，是山案座的一颗恒星，视星等为5.19，位于銀經287.93，銀緯-30.97，其B1900.0坐标为赤經5h 35m 50.3s，赤緯-76° -30.97′ 45″。